# Radical 136
Le radical 136, qui signifie "opposer", est un des 29 des 214 radicaux chinois répertoriés dans le dictionnaire de Kangxi composés de six traits.
Le caractère Unicode de 舛 est 821B.

## Caractères avec le radical 136
| nombre de traits          | caractères |
| ------------------------- | ---------- |
| Sans trait supplémentaire | 舛         |
| 6 traits supplémentaires  | 舜         |
| 7 traits supplémentaires  | 舝         |
| 8 traits supplémentaires  | 舞         |